# Moviment baixar al camp
El moviment de pujar a les muntanyes i baixar al camp, sovint conegut simplement com a moviment baixar al camp, en xinès: 上山下乡运动; en pinyin: Shàngshān Xiàxiāng Yùndòng, va ser una política instituïda a la República Popular de la Xina (RPX)a finals dels anys seixanta i principis dels setanta, com a resposta al l'anomenat "pensament pro-burgès" durant la Revolució Cultural. Mao Zedong, president del Partit Comunista de la Xina (PCX) durant els anys previs a la revolució cultural, va declarar que alguns joves "privilegiats" habitants de les ciutats serien enviats a zones muntanyoses o poblacions agrícoles per aprendre dels treballadors i agricultors. En total, aproximadament 17 milions de joves van ser enviats a zones rurals.
La política de Mao diferia de la proposta de Liu Shaoqi, president de la RPX durant l'inici del moviment, tenia com a objectiu redistribuir la població urbana després del desastre humanitari del període del Gran Salt Endavant. Per contra, l'objectiu de Mao era per assegurar que els estudiants urbans podrien "desenvolupar els seu talent" educant-se entre la població rural.

Molts recent graduats d'educació secundària, coneguts com els anomenats "joves enviats" (també coneguts a la Xina com a "joves educats"), van ser forçats a exiliar-se a d'altres zones de la Xina. Popularment es considera que aquests joves són la "generació perduda", moltes dels quals no van poder accedir a la universitat. Entre els autors famosos que han escrit sobre les seves experiències durant el moviment hi ha el premi Nobel Liu Xiaobo, Jiang Rong, Ma Bo i Zhang Chengzhi, tots ells enviats a Mongòlia Interior. Balzac i la petita modista xinesa de Dai Sijie tenen gran renom. L'actual secretari general del Partit Comunista de la Xina, Xi Jinping, també es trobava entre els joves enviats a les zones rurals.

## Antecedents
Tot just establir-se als anys cinquanta, a la República Popular de la Xina, per tal de resoldre els problemes laborals a les ciutats, es van organitzar trasllats de joves de les zones urbanes a zones rurals per establir-hi granges col·lectives. Ja el 1953, el Diari del Poble va publicar l'editorial "Organitzar els joves graduats perquè participin en la producció agrícola". El 1955, Mao Zedong va afirmar que "el camp és una gran extensió de cel i terra on podem florir", que es convertiria en l'eslògan del Moviment cap al camp. A partir del 1955, la Lliga de la Joventut Comunista de la Xina va organitzar programes agrícoles i va animar els joves a conrear la terra.
L'any 1959 va començar la campanya del Gran Salt Endavant amb l'objectiu d'eliminar les diferències existents entre camp i ciutat: augmentar la producció agrícola i portar la indústria a zones rurals, augmentar la producció industrial pesada, així com la transformació de la societat i el canvi ideològic. L'objectiu final del Gran Salt Endavant era arribar a l'estat final de l'etapa socialista, el comunisme, amb el desenvolupament d'una consciència popular comunista. El fracàs de la campanya, però va posar contra les cordes la influència de Mao Zedong, que va ser rellevat de la presidència de la RPX (no del Partit). Les condicions climàtiques d'aquells anys i la mala gestió van provocar una gran fam al país.
Després del fracàs del Gran Salt Endavant de Mao, aquest va intentar aconseguir el poder novament mitjançant la Revolució Cultural. La Revolució Cultural va comportar canvis importants de caràcter social i en el clima polític de la vida a la Xina, però no tant en les seves institucions formals. La revolució va ser un moviment majoritàriament urbà, on els joves de l'època, que havien viscut ja sota l'autoritat del PCX, assenyalaven els antics quadres del partit, així com d'altres persones que havien millorat la qualitat de vida després de la victòria de 1949, per comportaments burgesos. Mao va aprofitar el seu poder per mobilitzar les masses fins i tot a costa del creixement econòmic, provocant el caos social en la majoria de ciutats del país.
La Revolució Cultural va ser un conjunt de campanyes que van afectar tota la Xina, algunes de les quals es van produir amb molta rapidesa. Una d'aquestes campanyes, per exemple, va ser la campanya Monstres i Dimonis, que es va desenvolupar entre els anys 1966-67. El nom de la campanya fa referència a metàfores com "dimonis de vaca i esperits de serp" utilitzats per demonitzar l'adversari polític durant la Revolució Cultural. Quan algú era etiquetat com a "dimoni de vaca", era empresonat en una cabana de vaques, magatzem o cambra fosca. Els presoners no sabrien la seva data d'execució que podia variar de deu dies a deu anys.
El país va acabar en un caos complet quan es van formar els diferents grups anomenats Guàrdia Roja. Del 1966 al 1968, totes les escoles de la Xina van tancar i es van cancel·lar les proves d'accés a la universitat. Els estudiants de secundària i primària van tenir l'oportunitat de seguir anant. Les escoles es van utilitzar com a presons i espais per interrogar aquells considerats enemics de classe, com els professors.
La Revolució Cultural va començar amb Mao demanant als estudiants suport ideològic i material. Se'ls va demanar que es dirigissin als professors considerats propagandistes d'opinions capitalistes i que es rebel·lessin contra ells, cosa que molts van acabar fent. Durant aquest temps, els guàrdies rojos realitzar desfilades, reunions multitudinàries i van distribuir el popularment conegut Petit Llibre Roig. En aquest punt, la política iniciada pel govern de Mao, juntament amb la disminució de les collites, havien deixat el país en una situació financera terrible. Mao va veure això com una oportunitat per empènyer el país cap a la caiguda definitiva de l'antic sistema, deixant llibre blanc de la qual sorgiria la reconstrucció del comunisme complet. Per tant, el govern central va fer poc o res per aturar o desanimar els actes de la Guàrdia Roja, per molt abusos que cometessin.
Finalment, però, una vegada que Mao va intentar frenar-los per iniciar de nou el seu programa, havent recuperat el poder absolut, la majoria dels esquadrons de la Guàrdia Roja es van negar a deixar les seves activitats, creient que la seva lluita encara no estava completada. Mao va canviar dràsticament les seves opinions sobre ells i va utilitzar tot el seu poder per frenar-los i dividir-los.

## Desplaçament forçat

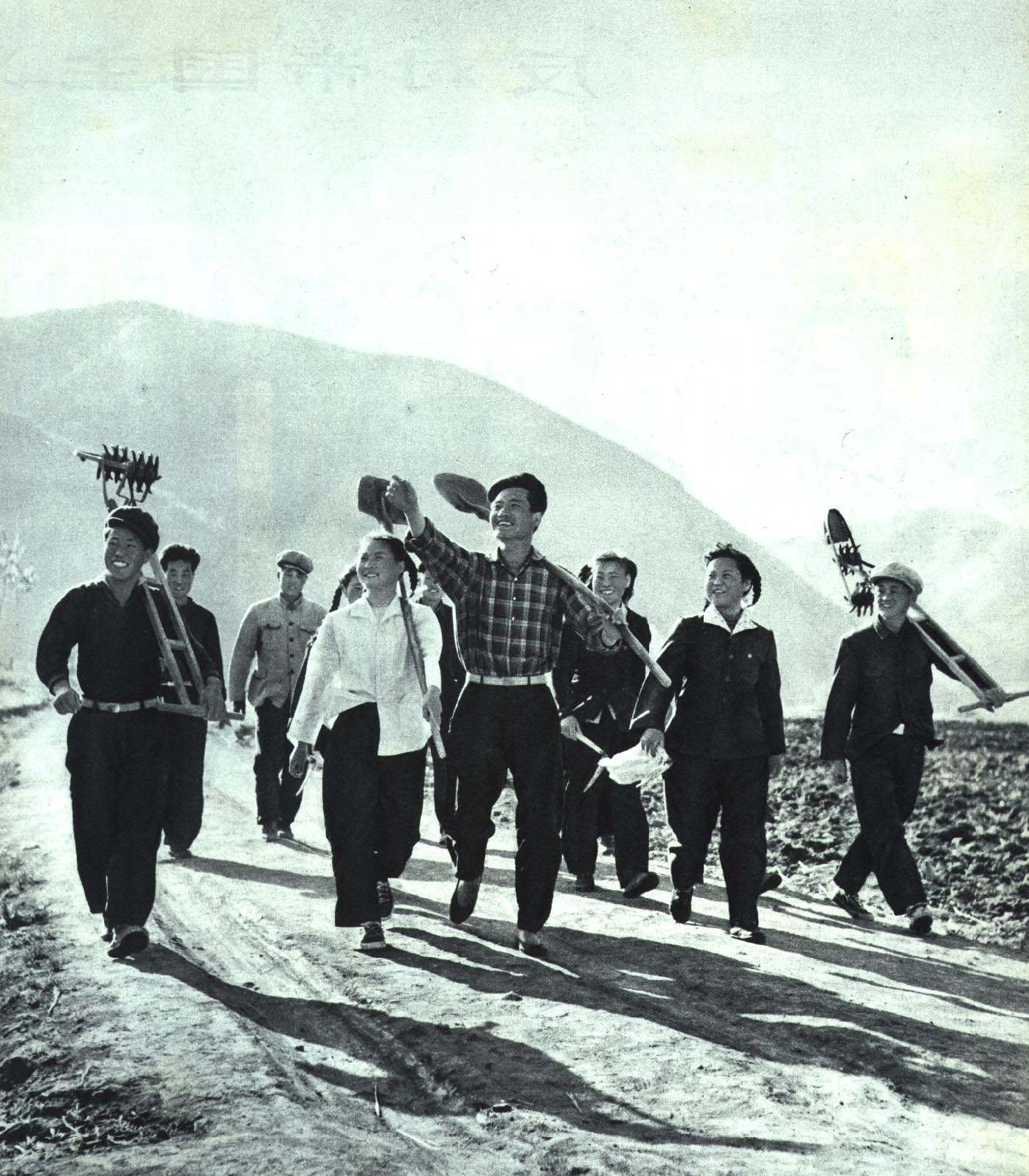
1964, joves Baixant al camp

A partir del 1962, es va suggerir que el Moviment Baixar al Camp s'organitzés a nivell nacional i el 1964 el Comitè Central del Partit Comunista va establir un grup de supervisió.
Entre els anys 1966 i 1968, es va enviar joves al camp per intentar desactivar el fanatisme del moviment estudiantil de la Guàrdia Roja. El 22 de desembre de 1968, el president Mao va publicar una peça al Diari del Poble on deia que "els joves intel·lectuals han d'anar al camp i seran educats per viure en la pobresa rural". A partir del llavors, milions de joves urbans, majoritàriament estudiants i graduats de secundària, van ser mobilitzats i enviats "cap a les muntanyes i cap als pobles", és a dir, a zones rurals i assentaments fronterers. En aquestes zones, van haver d'arrelar-se, per rebre la reeducació dels camperols pobres". El 10% de la població urbana del 1970 va ser traslladada. El 1971 van començar a sortir a la llum nombrosos problemes derivats del Moviment, al mateix temps que el Partit Comunista assignava llocs de treball als joves que tornaven. El 1976, fins i tot Mao es va adonar de la gravetat del problema i va decidir reexaminar el tema.
Es calcula que no menys de 16 milions de joves van ser desplaçats (algunes fonts fixen el mínim en 18 milions). Tot i que molts es dirigien a províncies llunyanes com la Mongòlia Interior, les destinacions habituals eren comtats rurals de les zones veïnes. Joves de Xangai, per exemple no van viatjar més enllà de les illes de Chongming i Hengsha, a la desembocadura del Ianng-Tsé. Molts joves no van poder fer front les dures condicions de vida i van morir en el procés de reeducació.
Després de la mort de Mao el 1976, molts dels joves van quedar-se al camp, però el 1977, quan es van restablir els exàmens d'accés a la universitat, molts dels joves a intentar tornar a les ciutats. El 8 de març de 1980, Hu Yaobang, secretari general del Comitè Central del Partit Comunista, va proposar posar fi als desplaçaments forçats. L'1 d'octubre del mateix any, el partit va decidir posar fi al moviment i permetre als joves tornar a les seves famílies.
A finals dels anys setanta, la "literatura de les cicatrius" va descriure les experiències i els costos de la Revolució Cultural.